# Contra el silencio: Lenguas originarias y justicia lingüística
Contra el silencio: Lenguas originarias y justicia lingüística es un ensayo del docente y lingüista peruano Agustín Panizo Jansana. La primera edición se publicó como parte de la colección Nudos de la República en Lima en diciembre de 2022 por el sello editorial Biblioteca Bicentenario del Ministerio de Cultura de Perú. Al igual que con el resto de volúmenes de la colección, el libro Contra el silencio se puede descargar gratuitamente desde la página del Proyecto Especial Bicentenario.
El libro aborda el proceso histórico de debilitamiento de las lenguas originarias del Perú, la realidad del multilingüismo en el país y el concepto de justicia lingüística como garantía del ejercicio pleno de los derechos lingüísticos.

## Estructura
El libro se divide en quince capítulos, una sección de bibliografía y dos anexos. El primer anexo reúne con datos demográficos sobre las lenguas originarias y el segundo un conjunto de enlaces en código QR acerca de estas lenguas y los derechos lingüísticos en el país.